# Tivela byronensis
Tivela byronensis је врста морских шкољки из рода Tivela и породице Veneridae, тзв. Венерине шкољке. Таксон се сматра прихваћеним.